# Henry Ian Cusick
Henry Ian Cusick (* 17. dubna 1967, Trujillo, Peru) je herec skotsko-peruánského původu. Nejznámější je svojí rolí Desmonda Huma v americkém televizním seriálu Ztraceni. Narodil se ve městě Trujillo peruánské matce a skotskému otci. Během jeho dětství rodina cestovala a postupně se usídlovala ve Španělsku, Trinidad a Tobagu a Skotsku, kde navštěvoval Royal Scottish Academy of Music and Drama v Glasgowě. Hovoří plynně anglicky a španělsky.

## Filmografie

### Film
| Rok  | Název                    | Role                 | Poznámka             |
| ---- | ------------------------ | -------------------- | -------------------- |
| 2002 | Posedlost                | Toby Byng            | neuveden v titulcích |
| 2003 | Evangelium podle Jana    | Ježíš Kristus        |                      |
| 2006 | Světlo ve tmě            | Brian                |                      |
| 2006 | 9/Tenths                 | William              |                      |
| 2006 | After the Rain           | Adrian               | Krátký film          |
| 2007 | Hitman                   | Udre Belicoff        |                      |
| 2009 | Mrtví jako já            | Cameron Kane         |                      |
| 2013 | Not Another Happy Ending | Willie Scott         |                      |
| 2014 | The Girl On The Train    | Danny Hart           |                      |
| 2014 | Frank vs. God            | David Frank          |                      |
| 2014 | Dress                    | Ben Granger          | krátkometrážní film  |
| 2014 | Armagedon v Los Angeles  | Jack                 |                      |
| 2015 | Pali Road                | Tim Young            |                      |
| 2015 | Just Let Go              | Christopher Williams |                      |
| 2016 | Everglades               | Scott                |                      |
| 2016 | Visible                  | muž                  | krátkometrážní film  |
| 2017 | Rememory                 | Lawton               |                      |
| 2018 | Chimera                  | Quint                |                      |
| —    | Qi: Spacetime Warriors   | Brooks               |                      |
| —    | Horse                    | Jessup               |                      |
| —    | When We Were Pirates     | Travis               |                      |

### Televize
| Rok        | Název                                     | Role               | Poznámka                               |
| ---------- | ----------------------------------------- | ------------------ | -------------------------------------- |
| 1993       | Taggart                                   | Ian Gowrie         | díl: „Osudné dědictví“                 |
| 1997       | Richard II                                | Henry Green        | TV film                                |
| 2001       | Vražedná místa: Taktika bílého jezdce     | Sgt. Michael Clark |                                        |
| 2001–2002  | Casualty                                  | Jason              |                                        |
| 2002       | Lovec dinosaurů                           | Gideon Mantell     | TV film                                |
| 2002–2003  | Two Thousand Acres of Sky                 | Dr. Ewan Talbot    | ve 3 epizodách                         |
| 2003       | Happiness                                 | Phillip            | díl: „A Nice Person“                   |
| 2003       | Carla                                     | Matt               | TV film                                |
| 2003       | Společnost Adventure                      | Gavin Merrill      | díl: „Echoes of the Past“              |
| 2003       | The Book Group                            | Miles Longmuir     | od 2. série                            |
| 2004       | Vraždy v Midsomeru                        | Gareth Heldman     | díl: „Král rybář“                      |
| 2004       | Dokonalý pár                              | Peter Campbell     | TV film                                |
| 2005       | Čekání na smrt                            | Jeremy Allen       | díl: „Towers of Silence: Part 1“       |
| 2005–2010  | Ztraceni                                  | Desmond Hume       | 46 dílů                                |
| 2006       | 24 hodin                                  | Theo Stoller       | 2 díly                                 |
| 2009       | Nova                                      | Charles Darwin     | dokument, díl: „Darwin's Darkest Hour“ |
| 2010       | Zákon a pořádek: Útvar pro zvláštní oběti | Erik Weber         | 2 díly                                 |
| 2012, 2015 | Skandál                                   | Stephen Finch      |                                        |
| 2012       | Hranice nemožného                         | Agent Simon Foster | díl: „Cestovní povolení“               |
| 2012       | Mentalista                                | Tommy Volker       | 3 díly                                 |
| 2013       | Hawaii 5-0                                | Ernesto            | díl: „Aloha Ke Kahi I Ke Kahi“         |
| 2013       | Kriminálka Las Vegas                      | Dr. Jimmy          | díl: „Poslední zůstává“                |
| 2013       | Tělo jako důkaz                           | Dr. Trent Marsh    | 2 díly                                 |
| 2014–2019  | The 100                                   | Marcus Kane        | hlavní role, 80 dílů                   |
| 2016       | Křižovatka smrti                          | Thomas             | díl: „Pilot“                           |
| 2017       | Inhumans                                  | Dr. Evan Declan    | vedlejší role, 6 dílů                  |
| 2019       | Smrtící virus                             | Jonas Lear         | hlavní role, 10 dílů                   |
| 2020       | MacGyver                                  | Russ Taylor        | hlavní role                            |

### Divadlo
- Stolzius v The Soldiers - Edinburgh International Festival
- Cassio ve hře Othello - Royal Shakespeare Company
- Demetrius v Sen noci svatojánské - RSC
- Pompey v Antony and Cleopatra - RSC
- Henry Green v Richard II - Národní divadlo Londýn
- Arthur v Machine Wreckers - Národní divadlo Londýn
- Dollabella v Antony and Cleopatra - Národní divadlo Londýn
- Nick v The LA Plays - Almeida Theatre, Londýn
- Le Vicomte De Valmont v Les Liaisons Dangereuses - Liverpool Playhouse
- McCann v The Birthday Party - Glasgow Citizens' Theatre
- Jeffrey v The Dying Gaul - Citizens Theatre
- Louis Ironson v Angels in America pro společnost 7:84 Theatre Company
- Titulní role v Molièrově Don Juanovi V Theatre Babel
- Ross/Kouzelník v Macbeth – Glasgow Citizens' Theatre

## Ocenění a nominace
| Rok  | Ocenění             | Kategorie                                        | Nominovaný za | Výsledek  |
| ---- | ------------------- | ------------------------------------------------ | ------------- | --------- |
| 2006 | Cena Emmy           | nejlepší seriálový herec v hostující roli: drama | Ztraceni      | nominace  |
| 2006 | Gold Derby Awards   | nejlepší seriálový herec ve vedlejší roli: drama | Ztraceni      | vítězství |
| 2007 | Gold Derby Awards   | nejlepší seriálové obsazení                      | Ztraceni      | nominace  |
| 2007 | Golden Nymph Awards | nejlepší seriálový herec: drama                  | Ztraceni      | nominace  |
| 2008 | Gold Derby Awards   | nejlepší seriálové obsazení                      | Ztraceni      | vítězství |
| 2008 | Gold Derby Awards   | nejlepší seriálový herec ve vedlejší roli: drama | Ztraceni      | nominace  |
| 2009 | Cena Saturn         | nejlepší seriálový herec ve vedlejší roli        | Ztraceni      | nominace  |
| 2009 | Golden Nymph Awards | nejlepší seriálový herec: drama                  | Ztraceni      | nominace  |
| 2010 | Gold Derby Awards   | nejlepší seriálové obsazení                      | Ztraceni      | nominace  |